# Красний Бор (Полєський район)
Красний Бор (рос. Красный Бор) — селище Полєського району, Калінінградської області Росії. Входить до складу Саранського сільського поселення.
Населення —  168 осіб (2015 рік). 

## Населення
| 1939 | 2002 | 2010 | 2012 | 2013 |
| ---- | ---- | ---- | ---- | ---- |
| 553  | ↘150 | ↗168 | ↘164 | ↗171 |